# نيكي كامبل
نيكي كامبل (بالإنجليزية: Nicky Campbell)‏ (مواليد 10 أبريل 1961) (وُلد باسم نيكولاس لاكي) هو مذيع راديو وتلفزيون إسكتلندي حائز على رتبة الإمبراطورية البريطانية. يقدم برنامج بريكفاست لايف في قناة بي بي سي راديو 5 منذ 2003، وبرنامج الأسئلة الكبيرة على بي بي سي وان منذ 2007، وبرنامج لونج لوست فاميلي على آي تي في منذ 2011. وقدم برنامج الترفيه ويل أوف فورتشن من 1988 إلى 1996، وبرنامج المستهلك وتشدوج من 2001 إلى 2009.
في يناير 2018، كان نيكي كامبل من بين صحفيين كبار في هيئة الإذاعة البريطانية وافقوا على خفض رواتبهم لمساواتها بأقرانهم من النساء.

## وصلات خارجية
- نيكي كامبل على موقع IMDb (الإنجليزية)
- نيكي كامبل على موقع ميوزك برينز (الإنجليزية)
- نيكي كامبل على موقع قاعدة بيانات الفيلم (الإنجليزية)